# Paul Dorveaux
Paul Marie Jean Dorveaux, född 21 juli 1851 i Courcelles-Chaussy, departementet Moselle, död 7 januari 1938 i Paris, var en fransk läkare och farmaceutisk historiker. Han var kusin till Louis Bertrand.
Dorveaux blev 1882 efter en kortare tids praktik bibliotekarie i Clermont-Ferrand och senare i Alger samt (1884) vid École supérieure de pharmacie, vars bibliotek han genom insamlande av en mängd, delvis unika, böcker och handskrifter höjde till världens största specialbibliotek på området. 
Som författare i farmacins historia utvecklade betydande verksamhet, i det att han dels utgav flera mer omfattande arbeten, dels behandlade vissa drogers historia samt publicerat en medicinsk kommentar till François Rabelais skrifter. År 1913 stiftade Dorveaux Société d'histoire de la pharmacie.